# Amastridium sapperi
Amastridium sapperi es una especie de serpiente en la familia Dipsadidae. Se distribuye por el sur de México, Guatemala, Belice y el oeste de Honduras. Su hábitat natural es el bosque tropical húmedo y las plantaciones de café. Su rango altitudinal oscila entre 100 y 1600 m s. n. m.. La especie es diurna, terrestre y semifosorial; se puede encontrar entre la hojarasca.

## Descripción
Serpiente pequeña a moderada en talla que tiene un dorso uniformemente oscuro y una serie de puntos pequeños claros laterales; la parte superior de la cabeza es café rojiza con rayas oscuras; escamas dorsales en 17 hileras.

## Distribución
En la vertiente del Atlántico de Nuevo León y Tamaulipas hacia el sur hasta el oeste de Honduras, excluyendo la Península de Yucatán, y en la vertiente del Pacífico del extremo sureste de Oaxaca hasta el suroeste de Guatemala. A. sapperi parece tener una distribución discontinua a lo largo de su rango. En México es conocida de localidades dispersas en el oeste-centro de Nuevo León, suroeste de Tamaulipas, norte de Querétaro, norte y sureste de Puebla, sur de Veracruz, sureste de Oaxaca y oeste y noreste de Chiapas. La distribución vertical va de cerca del nivel del mar a 1,520 m.

## Hábitat
Esta serpiente relativamente rara crepuscular y diurna habita en la hojarasca del bosque tropical perennifolio y subperennifolio y bosque de niebla. Su dieta consiste de pequeñas lagartijas, ranas y miriápodos. Es ovípara.

## Estado de conservación
Se encuentra dentro de la lista roja de la IUCN como preocupación menor (LC).